# Lawn Point Park
Lawn Point Park är en park i Kanada.   Den ligger i Regional District of Mount Waddington och provinsen British Columbia, i den sydvästra delen av landet, 3 900 km väster om huvudstaden Ottawa. Lawn Point Park ligger 36 meter över havet.
Terrängen runt Lawn Point Park är huvudsakligen kuperad, men åt nordväst är den platt. Havet är nära Lawn Point Park åt sydväst.Trakten är glest befolkad. Det finns inga samhällen i närheten. 